# Coppa Italia di Serie A2 2022-2023 (calcio a 5 femminile)
La Coppa Italia di Serie A2 2022-2023 è la 6ª edizione della manifestazione riservata alle formazioni di Serie A2 di calcio a 5. La competizione si svolge dall'8 febbraio al 2 aprile 2023 con una final four presso l'EstraForum di Prato.

## Formula
Alla competizione prendono parte le prime quattro classificate di ogni girone del campionato, le quali parteciperanno a due turni preliminari: le vincenti si sono qualificate alla final four che si è tenuta all'EstraForum di Prato.

## Date e programma
| Turno                      | Sorteggio     | Date               |
| -------------------------- | ------------- | ------------------ |
| I turno di qualificazione  |               | 8 febbraio 2023    |
| II turno di qualificazione |               | 8 marzo 2023       |
| Final Four                 | 16 marzo 2023 | 1º – 2 aprile 2023 |

## Squadre qualificate
Alla corrente edizione partecipano le quattro squadre meglio classificate in ognuno dei gironi al termine del girone di andata.
| Girone A | Girone A     | Girone B | Girone B        | Girone C | Girone C             | Girone D | Girone D               |
| 1        | Mediterranea | 1        | Virtus Ciampino | 1        | Atletico Foligno     | 1        | Virtus Cap San Michele |
| 2        | L84          | 2        | Sabina Lazio    | 2        | Napoli               | 2        | Nox Molfetta           |
| 3        | Pero         | 3        | La 10 Soccer    | 3        | Atletico Chiaravalle | 3        | Royal Team Lamezia     |
| 4        | Jasnagora    | 4        | Arzachena       | 4        | Perugia              | 4        | Città di Taranto       |

## Fase di qualificazione

### Regolamento
Nel I turno di qualificazione le prime hanno incontrato in casa le quarte dei propri gironi, così come le seconde hanno giocato in casa contro le terze. Il II turno di qualificazione si è comunque svolto intra-girone e in casa della squadra meglio classificata al termine del girone d'andata
Al termine delle partite risultava qualificata la squadra che avrebbe segnato più reti; qualora si fosse incappati in una situazione di parità al termine dei tempi regolamentari si sarebbe proceduto all'effettuazione di due tempi supplementari di 5'; qualora fosse continuata la situazione di parità si sarebbe qualificata la squadra meglio classificata al termine del girone d'andata.

### I turno di qualificazione
Il I turno di qualificazione si è svolto l'8 febbraio.
| Squadra 1              | Risultato | Squadra 2            |
| ---------------------- | --------- | -------------------- |
| Mediterranea           | 3 - 0     | Jasnagora            |
| L84                    | 5 - 6     | Pero                 |
| Virtus Ciampino        | 5 - 0     | Arzachena            |
| Sabina Lazio           | 4 - 6     | La 10 Soccer         |
| Atletico Foligno       | 0 - 1     | Perugia              |
| Napoli                 | 2 - 0     | Atletico Chiaravalle |
| Virtus Cap San Michele | 3 - 0     | Città di Taranto     |
| Nox Molfetta           | 7 - 2     | Royal Team Lamezia   |

### II turno di qualificazione
Il II turno di qualificazione si è svolto l'8 marzo.
| Squadra 1              | Risultato   | Squadra 2    |
| ---------------------- | ----------- | ------------ |
| Mediterranea           | 4 - 4 (dts) | Pero         |
| Virtus Ciampino        | 1 - 3       | La 10 Soccer |
| Napoli                 | 0 - 3       | Perugia      |
| Virtus Cap San Michele | 5 - 3 (dts) | Nox Molfetta |

## Fase finale
La final four si è svolta tra il 1º e il 2 aprile all'EstraForum di Prato.

### Regolamento
Le gare si svolgono con formula a eliminazione diretta. In caso di parità al termine dei tempi regolamentari nelle sfide delle semifinali verranno svolti due tempi supplementari della durata di 5' l'uno, seguiti eventualmente dai tiri di rigore.

### Sorteggio
Il sorteggio per la final four si è tenuto il 16 marzo.
| Girone A | Girone A     | Girone B | Girone B     | Girone C | Girone C | Girone D | Girone D               |
| 1        | Mediterranea | 3        | La 10 Soccer | 4        | Perugia  | 1        | Virtus Cap San Michele |

### Tabellone
|  | Semifinali | Semifinali             | Semifinali |              |   | Finale                 | Finale | Finale |  |
|  |            |                        |            |              |   |                        |        |        |  |
|  | C4         | Perugia                | 1          |              |   |                        |        |        |  |
|  | C4         | Perugia                | 1          |              |   |                        |        |        |  |
|  | D1         | Virtus Cap San Michele | 3          |              |   |                        |        |        |  |
|  | D1         | Virtus Cap San Michele | 3          |              |   | Virtus Cap San Michele | 2      |        |  |
|  |            |                        |            |              |   | Virtus Cap San Michele | 2      |        |  |
|  |            |                        |            | La 10 Soccer | 1 |                        |        |        |  |
|  | A1         | Mediterranea           | 1          | La 10 Soccer | 1 |                        |        |        |  |
|  | A1         | Mediterranea           | 1          |              |   |                        |        |        |  |
|  | B3         | La 10 Soccer           | 2          |              |   |                        |        |        |  |

### Semifinali
| Arbitri: | Emmanuele Nazareno Di Gregorio (Catania) Daniele Conti (Ancona) |
| Crono:   | Federica Grasso (Caserta)                                       |

|                     |           |                                                     |
| Baldassarri 34'02'’ | Marcatori | 18'03'’ Sacchetti 24'03'’ Piccinno 31'22'’ Corriero |

| Prato 1º aprile 2023, ore 20:00 | Mediterranea                                        | 1 – 2 (1-1) referto | La 10 Soccer | EstraForum\| Arbitri: \| Natalia Bernardino (Terni) Gregorio Sommese (Lecco) \| \| Crono: \| Federico Franco (Cuneo) \| |
| Arbitri:                        | Natalia Bernardino (Terni) Gregorio Sommese (Lecco) |                     |              | |
| Crono:                          | Federico Franco (Cuneo)                             |                     |              | |

### Finale
| Arbitri: | Diego Loris Mitri (Albano Laziale) Roberto Acella (Macerata) |
| Crono:   | Andrea Cattaneo (Civitavecchia)                              |

| |            |                                                                                                |
| Laluce 12'15'’ Corriero 13'21'’                                                                         | Marcatori  | 24'20'’ Mastalli                                                                               |
| Antonaci Barile Corriero Pugliese Sacchetti Colosimo Fatiguso Laluce Piccinno Protopapa Ricco Campanale | Formazioni | Dal Pizzol De Camargo Mastalli Perelli Citi Galluzzi Ramos Giubbolini Di Biagio D’Addato Fossi |
| Lombardi                                                                                                | Allenatori | Vannini                                                                                        |